# Решетка (растение)
Решетка (Carlina acanthifolia), известна и като дива зелка, шереметка, цедка или самодивско сито, е тревисто растение от семейство сложноцветни (Asteraceae).

## Описание
Многогодишно безстъблено, монокарпично растение, с дебел, сочен, до 1 м дълъг, жълтокафяв корен. Листата са 10 – 30 cm дълги, около 2 пъти по-дълги, отколкото широки, дълбоко пересто нарязани, бодливо назъбени, разположени в приземна розетка, в
средата на която се развива едра кошничка, 3 – 7 см в диаметър. Външните обвивни листчета на кошничката са листовидни, средните са гребеновидно наредени, а вътрешните са разперени. Всички цветове са тръбести, отначало бледожълти, по-късно червеникави до
виолетови. Плодовете са продълговати, с хвърчилка от перести власинки. Цъфти от юни до септември. Расте из горски поляни и по сухи тревисти и каменливи места.

## Химичен състав
Съдържат 1 – 2% етерично масло, до 20% инулин, едно полиацетиленово съединение с антибиотично действие, дъбилни и смолисти вещества.

## Приложение
Растението се ползва като билка с противовъзпалително, стимулиращо секрециите, улесняващо храносмилането, отхрачващо и глистогонно приложение. Използва се и при хемороиди, обриви и други кожни заболявания.

## Фолклор
Според българския фолклор безстеблената решетка варди от зло и носи божията благодат в дома, а цветът и набожда злото на острите си бодлички. Според предание с него самодивите си цедели млякото, от където са останали и имената му цедка и самодивско цвете.